# Bernisse (gemeente)
| Gemeentegrenzen Wijkgrenzen Buurtgrenzen Autosnelweg Secundaire weg Spoorweg |  |  | ██ Geselecteerde gemeente ██ Bebouwd gebied ██ Bos of park ██ Binnenwater, rivier of kanaal |

Bernisse en omgeving

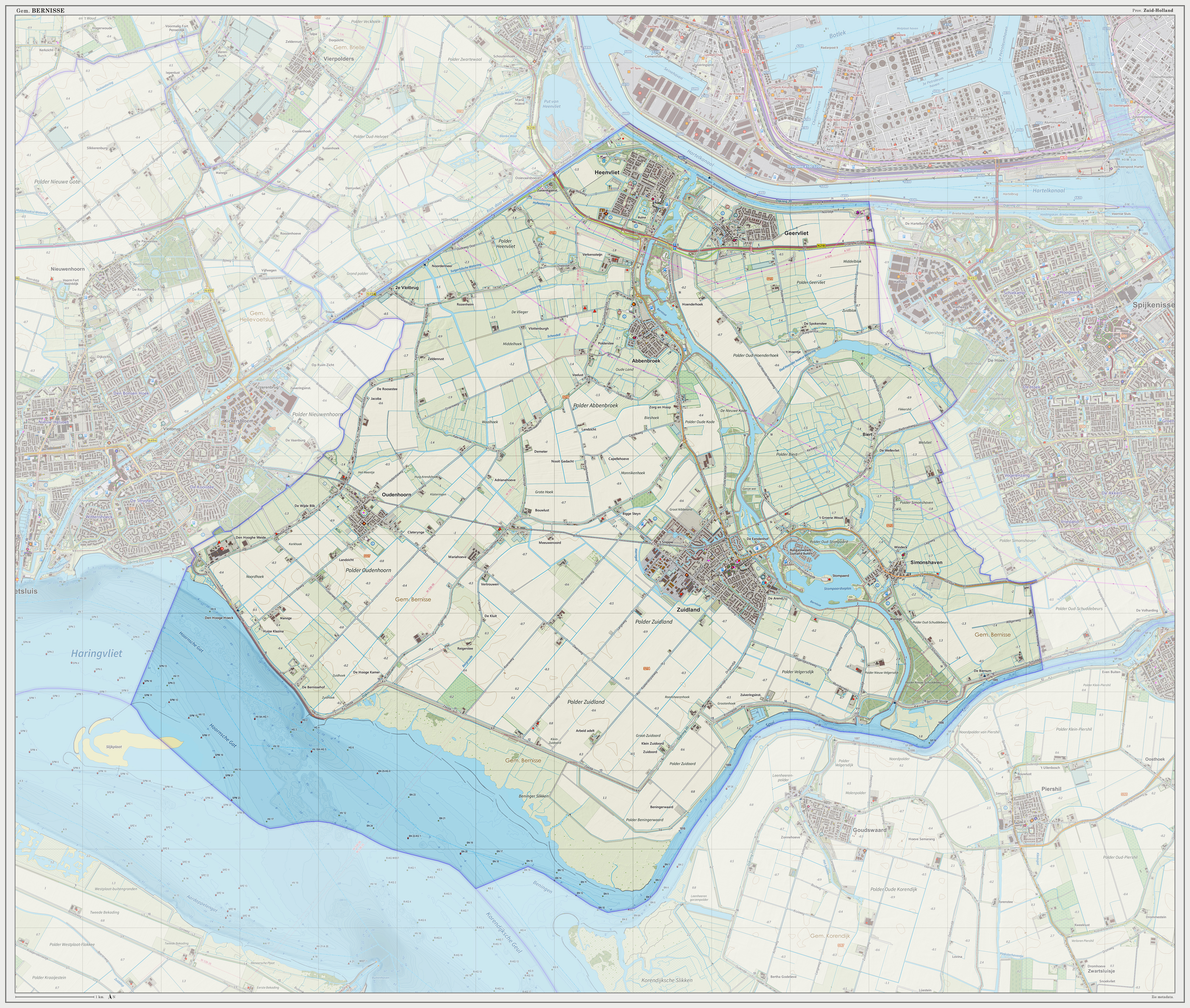
Topografische gemeentekaart van Bernisse, sep. 2014

Bernisse (uitspraakⓘ) was een gemeente in de Nederlandse provincie Zuid-Holland. De gemeente telde 12.384 inwoners (1 mei 2014, bron: CBS) en had een oppervlakte van 68,47 km² (waarvan 12,35 km² water). De gemeente maakte deel uit van het samenwerkingsverband Stadsregio Rotterdam en de Metropoolregio Rotterdam-Den Haag. Op 1 januari 2015 is de gemeente opgegaan in de nieuwe gemeente Nissewaard.

## Kernen
Abbenbroek (gemeentehuis), Biert, Geervliet, Heenvliet, Oudenhoorn, Simonshaven en Zuidland.

## Geschiedenis
De gemeente Bernisse ontstond op 1 januari 1980 door samenvoeging van de gemeenten Abbenbroek, Oudenhoorn en Zuidland en delen van de gemeenten Geervliet (inclusief Simonshaven) en Heenvliet. De gemeente ontleent haar naam aan de voormalige rivier de Bernisse, die de gemeente doorsnijdt. In het gemeentewapen wordt dit water gesymboliseerd door de blauwe paal in een zilveren vlak. In 2012 deed de gemeenteraad het verzoek te fuseren met de gemeente Spijkenisse. Na een moeilijke stemming in de gemeenteraad werd uiteindelijk besloten om per 1 januari 2015 samen te gaan met Spijkenisse. De nieuwe gemeente kreeg de naam Nissewaard. Op 19 november 2014 werden in beide oude gemeenten gemeenteraadsverkiezingen gehouden voor de nieuwe gemeente Nissewaard.
Hoewel Oudenhoorn ook deel ging uitmaken van de nieuwe samenstelling werden vanwege de grote hoeveelheid kritiek op de samenvoegingsplannen vanuit het overgrote deel van de bewoners van deze plaats besprekingen gevoerd tussen de gemeente Bernisse en de gemeente Hellevoetsluis over het aansluiten van Oudenhoorn met Hellevoetsluis. Op 1 januari 2018 zorgde een grenscorrectie ervoor dat Oudenhoorn niet meer onder Nissewaard viel, maar onder de gemeente Hellevoetsluis. De gemeente Hellevoetsluis fuseerde op 1 januari 2023 met de gemeentes Brielle en Westvoorne tot een nieuwe gemeente Voorne aan Zee.

## Recreatiegebied
Centraal gelegen is het recreatiegebied Bernisse, een water tussen het Spui en het voedingskanaal van het Brielse Meer dat vroeger de scheiding tussen de eilanden Voorne en Putten vormde. Rond 1970 worden de eerste plannen gemaakt vanuit Openbaar Lichaam Rijnmond om langs en rondom het oude riviertje de Bernisse een recreatiegebied aan te leggen, met als doel om de inwoners van de Rijnmond-regio ontspanning te kunnen bieden in de vorm van recreatie en natuur. Hierbij wordt het oude riviertje flink verbreed en verdiept. Ruim tien jaar later was het merendeel van het project gerealiseerd.
Het gebied is ruim 300 hectare groot, is gevormd door diverse plassen waarin en waarop gevist, gesurft, gezwommen en gevaren kan worden. Motorbootvaart is niet toegestaan.
Er zijn speciale strandjes, trailerhellingen en aanlegsteigers gemaakt.
Voor vogelliefhebbers is dit een prachtig gebied.

## Zetelverdeling gemeenteraad
| Zetelverdeling                | Zetelverdeling | Zetelverdeling | Zetelverdeling | Zetelverdeling | Zetelverdeling | Zetelverdeling |
| Partij                        | 1990           | 1994           | 1998           | 2002           | 2006           | 2010           |
| ----------------------------- | -------------- | -------------- | -------------- | -------------- | -------------- | -------------- |
| Lokaal Onafhankelijk Bernisse | -              | -              | -              | -              | 3              | 6              |
| VVD                           | 4              | 5              | 5              | 5              | 4              | 3              |
| D66/PvdA                      | -              | -              | -              | -              | -              | 3              |
| CDA                           | 5              | 4              | 4              | 5              | 4              | 3              |
| PvdA                          | 4              | 3              | 4              | 3              | 3              | -              |
| D66                           | 2              | 3              | 2              | 2              | 1              | -              |
| Totaal                        | 15             | 15             | 15             | 15             | 15             | 15             |

## Aangrenzende gemeenten
| Aangrenzende gemeenten | Aangrenzende gemeenten | Aangrenzende gemeenten | Aangrenzende gemeenten | Aangrenzende gemeenten |
| ---------------------- | ---------------------- | ---------------------- | ---------------------- | ---------------------- |
| Brielle                |                        | Rotterdam              |                        |                        |
|                        |                        |                        |                        |                        |
| Hellevoetsluis         | Spijkenisse            |                        |                        |                        |
|                        |                        |                        |                        |                        |
| Goeree-Overflakkee     |                        |                        |                        | Korendijk              |

## Media
- Omroep Voorne, lokale radiozender

## Monumenten
In de gemeente zijn er een aantal rijksmonumenten, gemeentelijke monumenten, en een oorlogsmonument, zie:
- Lijst van rijksmonumenten in Bernisse
- Lijst van gemeentelijke monumenten in Bernisse
- Lijst van oorlogsmonumenten in Bernisse